# Mus platythrix
Mus platythrix is een knaagdier uit het geslacht Mus dat voorkomt in India. Deze soort heeft een witte buikvacht. Het is een vrij grote soort. Deze soort lijkt sterk op Mus phillipsi en Mus fernandoni, die wat kleiner zijn. Vrouwtjes hebben 3+2=10 mammae. De kop-romplengte bedraagt gemiddeld 107,0 mm, de staartlengte 77,0 mm, de achtervoetlengte 18,51 mm, de schedellengte 27,36 mm en het gewicht 18 g. Op deze soort komt de luis Hoplopleura sinhgarh voor. Binnen deze soort zijn twee verschillende karyotypes bekend (2n=26 uit Zuid-India en 2n=30 uit het noordwesten); deze vertegenwoordigen mogelijk aparte soorten.